# Cattedrale di San Francesco d'Assisi (El Aaiún)
La cattedrale di San Francesco d'Assisi, detta anche cattedrale Spagnola, è la chiesa sede della prefettura apostolica del Sahara Occidentale. Si trova nella città di El Aaiún, nel Sahara Occidentale.
La chiesa è stata edificata nel 1954, durante la presenza coloniale spagnola, dall'architetto Diego Méndez, autore anche del progetto della Valle de los Caídos, a San Lorenzo de El Escorial in Spagna.
La cattedrale è retta dai missionari oblati di Maria Immacolata e serve la piccola comunità spagnola ancora presente nella città ed il personale della missione ONU attiva nel paese.